# Orange Bowl Stadium

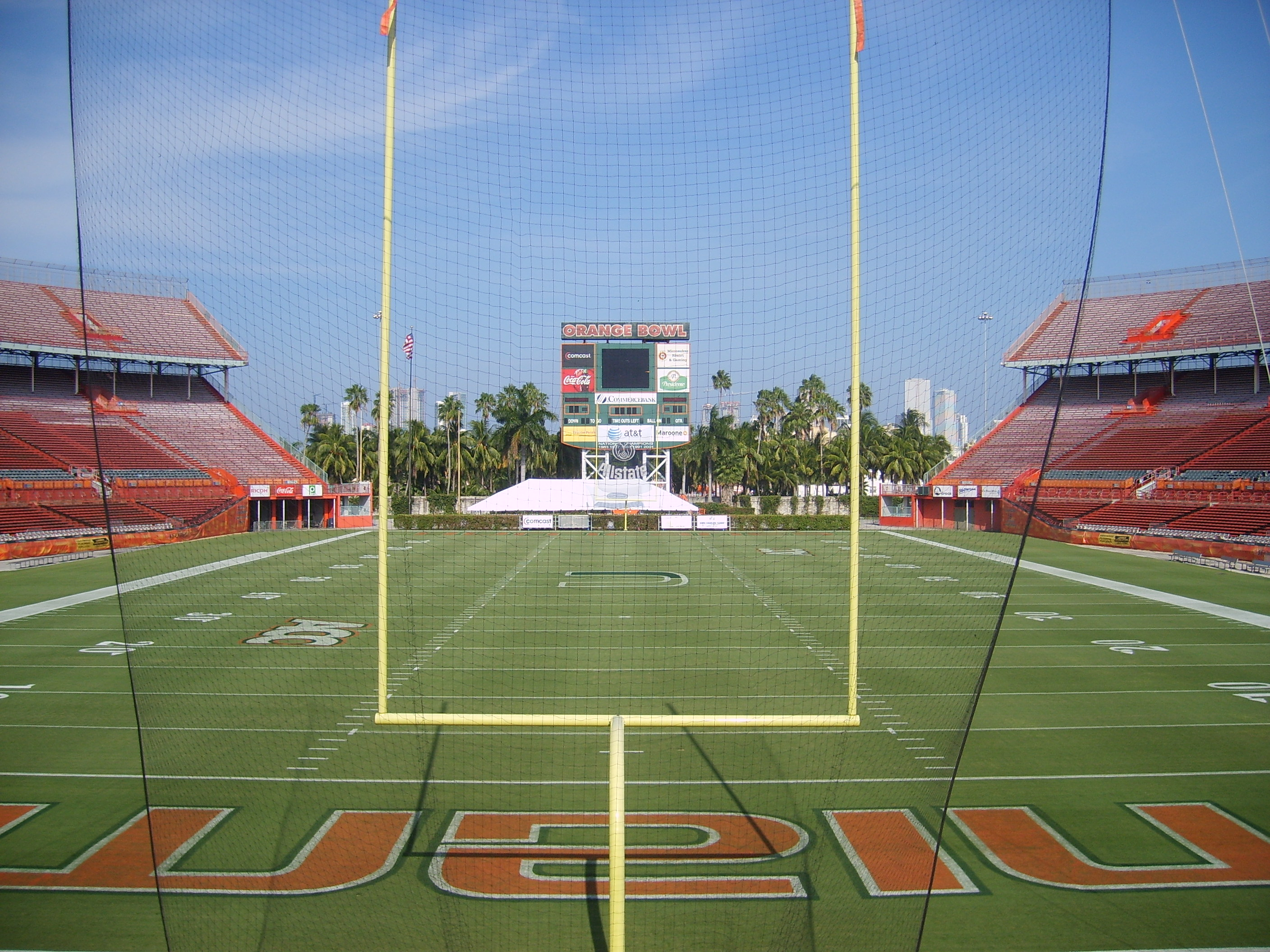
Stadion-Innenraum

Das Orange Bowl Stadium war ein American-Football-Stadion in Miami, Florida, USA. Es war die Heimat des College-Football-Teams der University of Miami, den Hurricanes. Bis zur Eröffnung des Dolphin Stadium 1987 spielten hier auch die Miami Dolphins aus der NFL. Die Orange-Bowl-Trophäe im College Football, die eigentlich nach diesem Stadion benannt wurde, wird mittlerweile (seit 1996) ebenfalls im neuen Dolphins Stadium ausgespielt.
Neben Footballspielen fanden hier auch Konzerte und andere Veranstaltungen statt. Bis zu 82.000 Zuschauer fanden Platz.
Im März 2008 wurde das Orange Bowl Stadium abgerissen, um dem 37.000 Zuschauer fassenden Baseballstadion Marlins Park Platz zu machen, in dem seit 2012 die Miami Marlins spielen.

## Super Bowls
Fünfmal wurde hier der Super Bowl, das Finale der Profiliga National Football League (NFL), ausgetragen:
- Super Bowl II (1968):  Green Bay Packers –  Oakland Raiders 33:14
- Super Bowl III (1969):  New York Jets –  Baltimore Colts 16:7
- Super Bowl V (1971):  Baltimore Colts –  Dallas Cowboys 16:13
- Super Bowl X (1976):  Pittsburgh Steelers –  Dallas Cowboys 21:17
- Super Bowl XIII (1979):  Pittsburgh Steelers –  Dallas Cowboys 35:31